# Brad Pitt

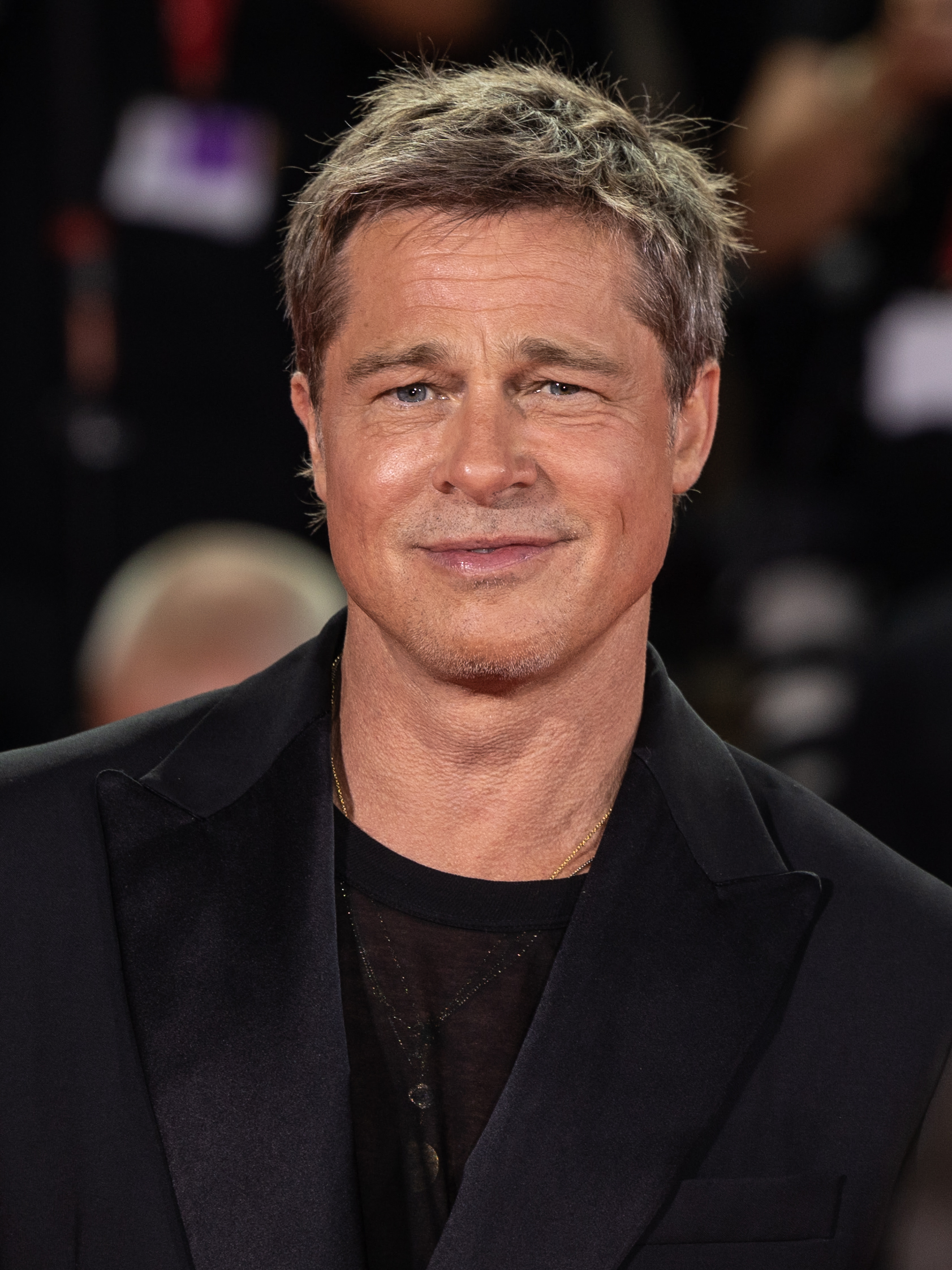
Brad Pitt (2024)

William Bradley „Brad“ Pitt (* 18. Dezember 1963 in Shawnee, Oklahoma) ist ein US-amerikanischer Schauspieler und Filmproduzent sowie zweifacher Oscarpreisträger. Er ist zudem Mitbegründer und Eigentümer der Filmproduktionsfirma Plan B Entertainment.

## Leben und Karriere

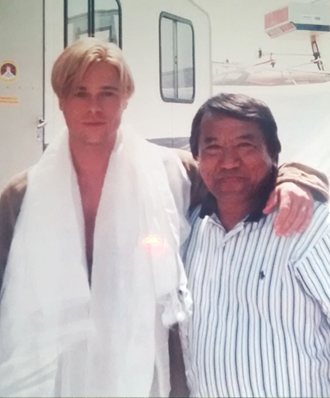
Brad Pitt (links) mit Losang Thonden (1997)

### Familie
Brad Pitt wurde 1963 in Oklahoma geboren. Er hat englische, irische, schottische, schwedische, niederländische und deutsche Vorfahren und wuchs mit zwei jüngeren Geschwistern in Springfield (Missouri) auf.
Sein Vater William Alvin Pitt war Manager eines Fuhrunternehmens, seine Mutter Jane Etta Hillhouse Schulberaterin. Beide sind strenge Baptisten.

### Studium und berufliche Tätigkeit vor der Schauspielerei
Pitt sang als Kind und Jugendlicher im Kirchenchor und wurde sehr religiös erzogen. Nach seinem Schulabschluss auf der Kickapoo High School begann er 1982 ein Studium für Journalismus und Werbung an der University of Missouri, wo er Mitglied der Studentenverbindung Sigma Chi war. 1985 brach er das Studium zwei Wochen vor seinem Abschluss ab, obwohl ihm nur noch zwei Kurse fehlten.
Er zog nach Los Angeles, um Schauspieler zu werden. Über seinen Nebenjob als Chauffeur für Stripperinnen kam Pitt in Kontakt mit Roy London, damals einer der renommiertesten Schauspiellehrer in Los Angeles, der ihm den Einstieg in die Filmbranche ermöglichte. Er hielt sich zunächst mit kleineren Jobs über Wasser, etwa mit einem Werbespot für Levi’s-Jeans.

### Filmdebüt, Anfänge und erste Hauptrolle
Sein Filmdebüt gab Pitt 1987 in Hunk; seine Rolle in der Komödie war jedoch so unbedeutend, dass sein Name nicht im Abspann genannt wurde. Auch seine Rollen als Kellner im Thriller No Man’s Land – Tatort 911 und Partygänger in der Literaturverfilmung Unter Null fanden keine Erwähnung im Filmnachspann. Ein breiteres Publikum bekam Pitt erstmals in der Fernsehserie Dallas zu Gesicht, als er in vier Episoden (1987/88) die Nebenrolle des Randy spielte. 1988 trat Pitt in einer Gastrolle an der Seite von Johnny Depp in 21 Jump Street – Tatort Klassenzimmer auf und hatte 1987 und 1989 Gastauftritte in der US-Sitcom Unser lautes Heim.
Seine erste Hauptrolle spielte Pitt 1988 in dem Liebesfilm Dark Side of the Sun, einer US-amerikanisch-jugoslawischen Koproduktion, die in Montenegro gedreht und erst 1997 veröffentlicht wurde, als Pitt bereits berühmt war. Nebenrollen spielte er in dem Fernsehfilm Gebot des Schweigens (1988) und in der Komödie Happy Together (1989), gefolgt von einer Hauptrolle im Slasher-Film Todesparty II (1989).

### Durchbruch und internationale Schauspielkarriere
Die Aufmerksamkeit der Filmbranche erregte Pitt im Jahr 1991, als er in dem Film Thelma & Louise den jungen Liebhaber von Geena Davis spielte. An der Seite von Kim Basinger und Gabriel Byrne übernahm er 1992 die Rolle des Detective Frank Harris in Cool World, einer Kombination aus Real- und Zeichentrickfilm. Danach engagierte ihn Robert Redford für seinen Film Aus der Mitte entspringt ein Fluß (1992), und in dem Thriller Kalifornia (1993) spielte er einen skrupellosen Serienkiller. In dem Film True Romance (1993), der ersten Zusammenarbeit mit Quentin Tarantino, der das Drehbuch für den Film geschrieben hatte, spielte er die kleine Nebenrolle des Floyd.
Der internationale Durchbruch als Schauspieler gelang Pitt schließlich an der Seite von Tom Cruise in der Romanverfilmung Interview mit einem Vampir (1994), spätestens mit dem Drama Legenden der Leidenschaft (1994) avancierte er zum Teenie-Idol. Diesem Image versuchte er schon bald zu entfliehen, indem er in kontrovers diskutierten Filmen wie Sieben (1995) einen Polizisten in einem psychisch extrem belastenden Fall und in 12 Monkeys (1995) einen psychisch Kranken verkörperte. Für die Rolle des Jeffrey Goines in 12 Monkeys erhielt er einen Golden Globe als bester Nebendarsteller und eine Oscar-Nominierung.
In Sleepers spielte er 1996 neben Robert De Niro, Dustin Hoffman, Kevin Bacon sowie Minnie Driver und erhielt für diese Rolle erstmals eine Gage im zweistelligen Millionenbereich. Neben Harrison Ford spielte er in Vertrauter Feind (1997) einen IRA-Terroristen und verkörperte in Jean-Jacques Annauds Sieben Jahre in Tibet (1997) den österreichischen Bergsteiger Heinrich Harrer. Die Volksrepublik China erteilte ihm wegen seiner Mitwirkung an dem Film ein lebenslanges Einreiseverbot.
1998 spielte Pitt an der Seite von Anthony Hopkins und Claire Forlani in Rendezvous mit Joe Black den Tod in Menschengestalt. In Fight Club (1999) verkörpert er den rebellischen, aufmüpfigen Mitstreiter Edward Nortons. In Guy Ritchies Komödie Snatch – Schweine und Diamanten (2000) spielte Pitt mit schwer verständlichem Akzent eine Nebenrolle und erhielt hierfür eine Nominierung für den Satellite Award.
2001 war er an der Seite von Julia Roberts in The Mexican zu sehen und spielte neben Robert Redford in dem Thriller Spy Game – Der finale Countdown.
Für seinen Gastauftritt in der Sitcom Friends, in der seine damalige Ehefrau Jennifer Aniston eine der Hauptrollen spielte, erhielt er eine Emmy-Nominierung. 2002 hatte Pitt außerdem zwei Gastauftritte in der Serie Jackass, bei denen er in einem Gorillakostüm durch die Straßen rannte und an einem Entführungssketch teilnahm.

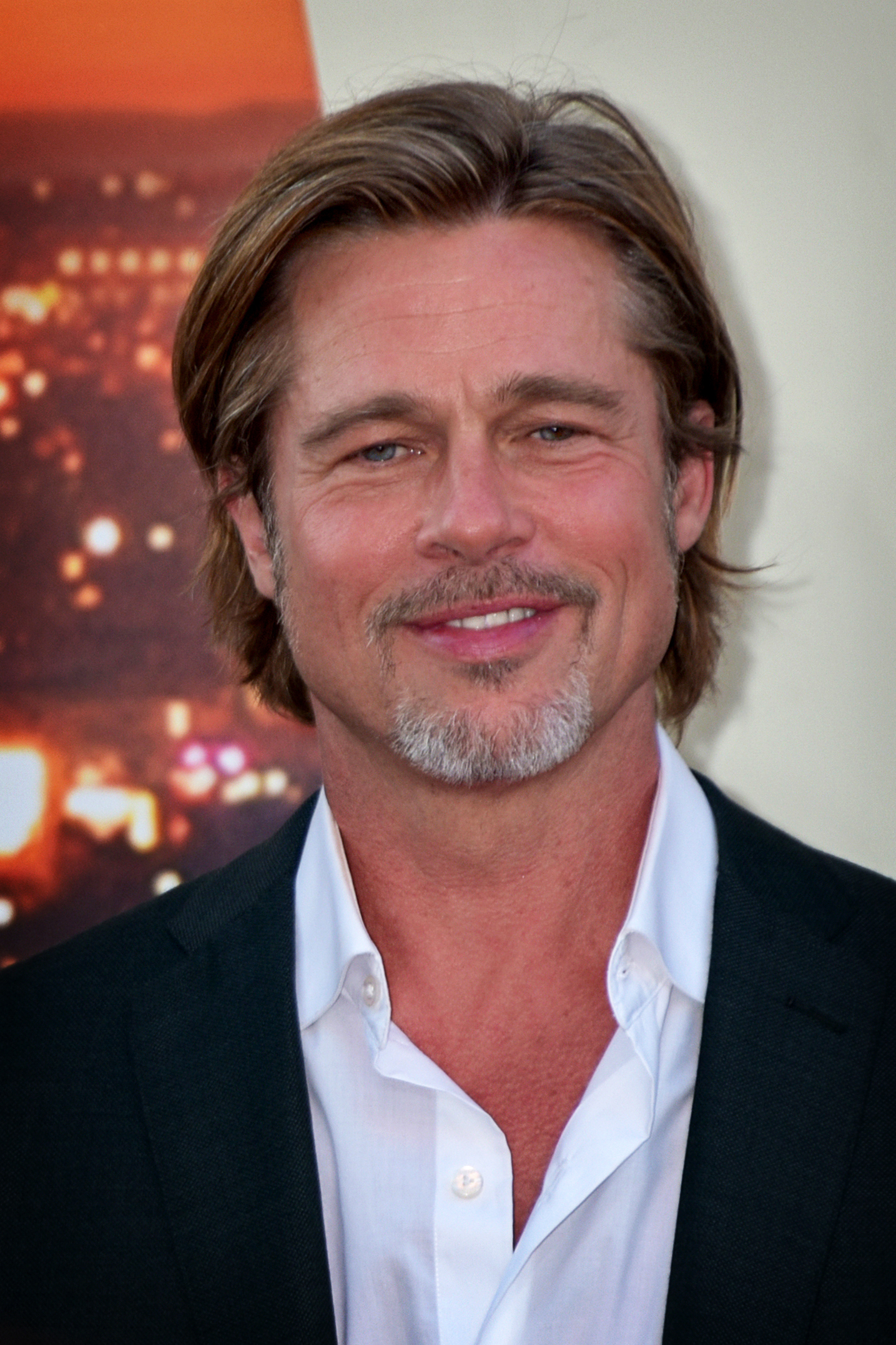
Brad Pitt (2019)

In Steven Soderberghs erfolgreicher Neuverfilmung von Frankie und seine Spießgesellen unter dem Titel Ocean’s Eleven war er unter anderem neben George Clooney, Matt Damon, Andy García und Julia Roberts in der Rolle des Robert „Rusty“ Ryan zu sehen, die er auch in den Fortsetzungen Ocean’s 12 (2004) und Ocean’s 13 (2007) übernahm. Mit seiner Rolle als Achilles in Troja (2004) und der Actionkomödie Mr. & Mrs. Smith an der Seite von Angelina Jolie feierte er weitere kommerzielle Erfolge.
Eine weitere Golden-Globe-Nominierung brachte ihm seine Rolle in Alejandro González Iñárritus mehrfach für den Oscar nominiertem Drama Babel (2006) ein. Für die Titelrolle des Jesse James in Andrew Dominiks Western Die Ermordung des Jesse James durch den Feigling Robert Ford (2007) wurde Pitt mit der Coppa Volpi, dem Darstellerpreis der 64. Filmfestspiele von Venedig, prämiert.
Im Jahr darauf erhielt er für die erneute Zusammenarbeit mit David Fincher bei der Literaturverfilmung Der seltsame Fall des Benjamin Button (2008) neben Cate Blanchett eine weitere Golden-Globe- und Oscar-Nominierung, diesmal als bester Hauptdarsteller. 2009 wirkte er an der Seite von Christoph Waltz in Tarantinos kontrafaktischem Kriegsfilm Inglourious Basterds mit.
2011 erschienen mit The Tree of Life und Die Kunst zu gewinnen – Moneyball gleich zwei Filme mit seiner Beteiligung. Für letzteren war er ein weiteres Mal für einen Oscar als bester Hauptdarsteller nominiert. Bei der Oscarverleihung 2020 gewann er den Oscar für den besten Nebendarsteller für seine Rolle in Once Upon a Time in Hollywood.

### Tätigkeit als Filmproduzent
2002 gründete Brad Pitt zusammen mit Brad Grey und seiner damaligen Ehefrau Jennifer Aniston die Filmproduktionsfirma Plan B Entertainment. Seit 2006 ist Pitt der alleinige Eigentümer der Gesellschaft. Mit Plan B Entertainment realisierte Pitt unter anderem die Filme Departed – Unter Feinden (2006), Ein mutiger Weg (2007) mit seiner Lebensgefährtin Angelina Jolie in der Hauptrolle, Eat Pray Love (2010), The Tree of Life (2011) sowie Kick-Ass und Kick-Ass 2.
Der von ihm ebenfalls produzierte Actionfilm World War Z (2013) erzielte weltweit ein Einspielergebnis von über 540 Millionen US-Dollar und ist damit bislang Pitts finanziell erfolgreichste Produktion.
Bei Kritikern feierte Pitt mit Die Kunst zu Gewinnen – Moneyball (2011) und 12 Years a Slave große Erfolge. Beide Filme erhielten eine Oscar-Nominierung als bester Film und 12 Years a Slave wurde bei den Golden Globe Awards 2014 und der Oscarverleihung 2014 als bestes Drama bzw. Bester Film ausgezeichnet. Zudem gewann der Film weitere Oscars in den Kategorien Beste Nebendarstellerin und Bestes adaptiertes Drehbuch.

### Privatleben

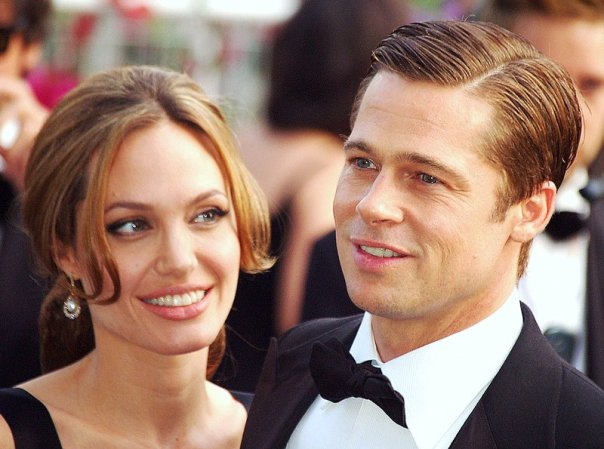
Brad Pitt und Angelina Jolie (2007)

Von 1990 bis 1993 war Brad Pitt mit Juliette Lewis liiert, die er bei den Dreharbeiten zu dem Fernsehfilm Zum Sterben viel zu jung (1991) kennengelernt hatte und mit der er auch für Kalifornia vor der Kamera stand. Während der Arbeit an dem Thriller Sieben verliebte sich Pitt in seine Filmpartnerin Gwyneth Paltrow, mit der er von 1995 bis 1997 liiert und kurzzeitig auch verlobt war. 1998 wurden Pitt und die Schauspielerin Jennifer Aniston ein Paar. Sie heirateten am 29. Juli 2000. Im Januar 2005 trennte sich das Paar, am 2. Oktober 2005 wurde die Ehe geschieden.
Ab den Dreharbeiten zu Mr. und Mrs. Smith im Jahr 2005 war Pitt mit seiner damaligen Filmpartnerin Angelina Jolie liiert. Pitt und Jolie haben sechs gemeinsame Kinder: Im Dezember 2005 stellte Pitt einen Adoptionsantrag für Jolies Adoptivkinder aus Kambodscha und Äthiopien. Im Mai 2006 wurde in Namibia die erste leibliche Tochter des Paares geboren. Im März 2007 adoptierte Jolie – aus Gründen des vietnamesischen Adoptionsrechts zunächst alleine – einen Jungen (* 2003) aus einem Waisenhaus in Ho-Chi-Minh-Stadt.
Später adoptierte auch Pitt ihn. Im Juli 2008 brachte Jolie in Nizza Zwillinge zur Welt. Alle Kinder tragen den Nachnamen Jolie-Pitt.
Das Paar wurde in der Boulevardpresse häufig als „Brangelina“ bezeichnet. Nach der Verlobung im Jahr 2012 heirateten sie am 23. August 2014 auf dem Weingut Château Miraval an der Côte d’Azur. Im September 2016 reichte Jolie die Scheidung ein. Aufgrund von Rechtsstreitigkeiten, die sich über acht Jahre hingezogen hatten, wurden sie erst Ende 2024 geschieden.
Brad Pitt besitzt eine Villa in Los Feliz, dem Prominentenviertel von Los Angeles, die im Juni 2025 Ziel eines Einbruchs wurde. Daneben erwarb er 2022 für 40 Millionen US-Dollar ein großes Anwesen in Carmel-by-the-Sea, das zuvor von dem Schriftsteller Daniel Lewis James (1911–1988) bewohnt wurde und unter der Bezeichnung Seaward bekannt ist.

### Sonstiges
Pitt hat Interesse an Architektur. Er lernte während des Baus seines Hauses Mitglieder von GRAFT kennen, die er dann mit dem Entwurf für sein Arbeitsstudio und für ein Ökohotel beauftragte.
Im Jahr 2000 veröffentlichte er gemeinsam mit den US-amerikanischen Architekten Thomas A. Heinz und Randell Makinson ein Buch über das Blacker House in Pasadena. Über seine Stiftung Make It Right beauftragte er namhafte Architekturbüros mit Entwürfen für Doppelhäuser zum Wiederaufbau nach den Zerstörungen durch Hurrikan Katrina in New Orleans.
Er legte dabei besonderen Wert auf Nachhaltigkeit, Klimaneutralität und Erschwinglichkeit.
Zur Hochzeit mit Angelina Jolie schenkte sie ihm die Schreibmaschine von Ernest Hemingway im Wert von 250.000 US-Dollar. Laut der britischen Zeitung The Guardian gehört Pitt zu den fünf einflussreichsten Personen in Hollywood. Die ersten vier Plätze belegen James Cameron, Steven Spielberg, Leonardo DiCaprio und John Lasseter. Jolie steht auf Rang 18.
Pitt bezeichnete sich zu 80 % als Agnostiker und zu 20 % als Atheist. Eigenen Angaben zufolge leidet Pitt an Prosopagnosie, also der Schwierigkeit, Gesichter anderer Menschen zu erkennen und zu unterscheiden. Er wurde 1995 und 2000 von der US-amerikanischen Zeitschrift People zum „Sexiest Man Alive“ gewählt.

## Filmografie

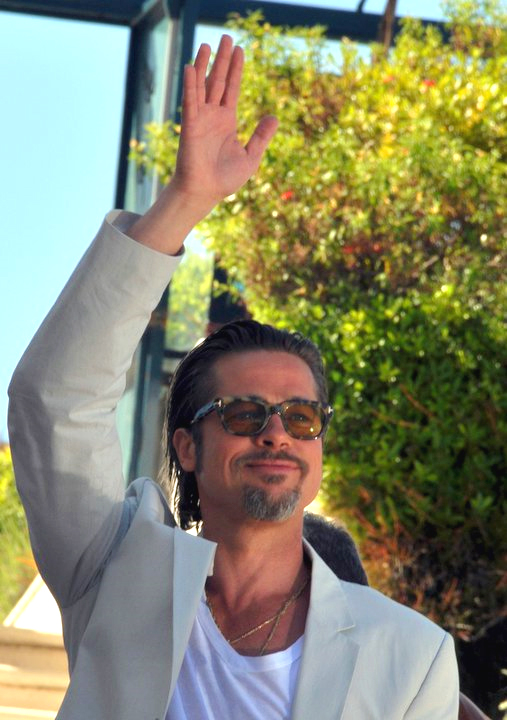
Brad Pitt (2011)

### Schauspieler

#### Spielfilme
- 1987: Hunk
- 1987: No Way Out – Es gibt kein Zurück (No Way Out)
- 1987: No Man’s Land – Tatort 911 (No Man’s Land)
- 1987: Unter Null (Less Than Zero)
- 1988: Gebot des Schweigens (A Stoning in Fulham County) (Fernsehfilm)
- 1989: Happy Together – Das Chaos-Duo (Happy Together)
- 1989: Todesparty II (Cutting Class)
- 1990: Rufmord (The Image) (Fernsehfilm)
- 1990: Zum Sterben viel zu jung (Too Young to Die?) (Fernsehfilm)
- 1990: Rivalen (Across the Tracks)
- 1991: Thelma & Louise
- 1991: Johnny Suede
- 1992: Contact (Kurzfilm)
- 1992: Drei Wege in den Tod (Two-Fisted Tales) (Fernsehfilm)
- 1992: Cool World
- 1992: Aus der Mitte entspringt ein Fluß (A River Runs Through It)
- 1993: Kalifornia
- 1993: True Romance
- 1994: The Favor – Hilfe, meine Frau ist verliebt! (The Favor)
- 1994: Interview mit einem Vampir (Interview with the Vampire: The Vampire Chronicles)
- 1994: Legenden der Leidenschaft (Legends of the Fall)
- 1995: Sieben (Seven)
- 1995: 12 Monkeys (Twelve Monkeys)
- 1996: Sleepers
- 1997: Dark Side of the Sun (The Dark Side of the Sun)
- 1997: Vertrauter Feind (The Devil’s Own)
- 1997: Sieben Jahre in Tibet (Seven Years in Tibet)
- 1998: Rendezvous mit Joe Black (Meet Joe Black)
- 1999: Being John Malkovich (Cameo)
- 1999: Fight Club
- 2000: Snatch – Schweine und Diamanten (Snatch)
- 2001: The Mexican
- 2001: Spy Game – Der finale Countdown (Spy Game)
- 2001: Ocean’s Eleven
- 2002: Geständnisse – Confessions of a Dangerous Mind (Confessions of a Dangerous Mind)
- 2003: Sinbad – Der Herr der sieben Meere (Sinbad: Legend of the Seven Seas, Stimme)
- 2004: Troja (Troy)
- 2004: Ocean’s 12 (Ocean’s Twelve)
- 2005: Mr. & Mrs. Smith
- 2006: Babel
- 2007: Ocean’s 13 (Ocean’s Thirteen)
- 2007: Die Ermordung des Jesse James durch den Feigling Robert Ford (The Assassination of Jesse James by the Coward Robert Ford)
- 2008: Burn After Reading – Wer verbrennt sich hier die Finger? (Burn After Reading)
- 2008: Der seltsame Fall des Benjamin Button (The Curious Case of Benjamin Button)
- 2009: Inglourious Basterds
- 2009: Beyond All Boundaries (Stimme)
- 2010: Megamind (Stimme)
- 2011: Happy Feet 2 (Stimme)
- 2011: The Tree of Life
- 2011: Die Kunst zu gewinnen – Moneyball (Moneyball)
- 2012: Killing Them Softly
- 2013: World War Z
- 2013: 12 Years a Slave
- 2013: The Counselor
- 2014: Herz aus Stahl (Fury)
- 2015: By the Sea
- 2015: The Big Short
- 2016: Allied – Vertraute Fremde (Allied)
- 2017: War Machine
- 2018: Deadpool 2 (Cameo)
- 2019: Once Upon a Time in Hollywood
- 2019: Ad Astra – Zu den Sternen (Ad Astra)
- 2022: The Lost City – Das Geheimnis der verlorenen Stadt (The Lost City)
- 2022: Bullet Train
- 2022: Babylon – Rausch der Ekstase (Babylon)
- 2024: Wolfs
- 2025: F1

#### Fernsehserien
- 1987: Another World: Bay City
- 1987–1988: Dallas (Folgen 11x13–11x14, 11x16 und 11x20)
- 1987–1989: Unser lautes Heim (Growing Pains, Folgen 3x09 und 4x14)
- 1988: 21 Jump Street – Tatort Klassenzimmer (Folge 2x20)
- 1989: Ganz große Klasse (Head of the Class)
- 1989: Freddy’s Nightmares (Freddy’s Nightmares: A Nightmare on Elm Street – The Series)
- 1989: Die besten Jahre (thirtysomething, Folge 3x02)
- 1990: Glory Days
- 1992: Geschichten aus der Gruft (Tales from the Crypt, Folge 4x09)
- 2001: Friends (Folge 8x09)
- 2002: Jackass (Folgen 3x08–3x09)
- 2003: Freedom: A History of Us
- 2003: King of the Hill (Stimme in Folge 8x01)
- 2017–2018: The Jim Jefferies Show (7 Folgen)

### Filmproduzent
- 2006: Departed – Unter Feinden (The Departed)
- 2006: Krass (Running with Scissors)
- 2007: Ein mutiger Weg (A Mighty Heart)
- 2007: Die Ermordung des Jesse James durch den Feigling Robert Ford (The Assassination of Jesse James by the Coward Robert Ford)
- 2011: The Tree of Life
- 2011: Die Kunst zu gewinnen – Moneyball (Moneyball)
- 2012: Killing Them Softly
- 2013: World War Z
- 2013: Kick-Ass 2
- 2013: 12 Years a Slave
- 2015: By the Sea
- 2015: The Big Short
- 2016: Voyage of Time (Dokumentarfilm)
- 2017: War Machine
- 2018: Beautiful Boy
- 2018: Vice – Der zweite Mann (Vice)
- 2019: The Last Black Man in San Francisco
- 2019: The King
- 2022: Blond (Blonde)
- 2023: Landscape with Invisible Hand
- 2024: Wolfs
- 2025: F1

#### Executive Producer
- 2006: God Grew Tired of Us: The Story of Lost Boys of Sudan (Dokumentarfilm)
- 2007: Year of the Dog
- 2007: The Tehuacan Project (Kurzfilm)
- 2008: Pretty/Handsome (Fernsehfilm)
- 2009: Pippa Lee
- 2009: Die Frau des Zeitreisenden (The Time Traveler’s Wife)
- 2010: Kick-Ass
- 2010: Eat Pray Love
- 2022: Paper Girls (Fernsehserie)
- 2022: She Said
- 2022–2024: Outer Range (Fernsehserie)
- 2024: Bob Marley: One Love
- 2024: Beetlejuice Beetlejuice
- 2024: Die Nickel Boys (Nickel Boys)
- seit 2024: 3 Body Problem (Fernsehserie)
- 2025: It’s Never Over, Jeff Buckley (Dokumentarfilm)
- 2025: Mickey 17
- 2025: Olmo
- 2025: Adolescence (Miniserie)

## Auszeichnungen
Brad Pitt zählt seit vielen Jahren zu den erfolgreichsten Schauspielern und wurde in seiner Karriere mit über 50 Preisen ausgezeichnet und erhielt über 100 Nominierungen. Im Jahr 1996 wurde Pitt für seine Darstellung in 12 Monkeys als bester Nebendarsteller mit dem Golden Globe geehrt. Im selben Jahr erhielt er seine erste Oscarnominierung. Seit einigen Jahren ist Brad Pitt zunehmend als Produzent tätig und erhielt auch in dieser Rolle verschiedene Auszeichnungen. Als Mit-Produzent des Dramas 12 Years a Slave konnte Pitt 2014 erstmals den Oscar gewinnen. Zudem war Brad Pitt Mit-Produzent von Departed – Unter Feinden, welcher 2007 ebenfalls den Oscar als bester Film erhalten hat. Zu dieser Verleihung ließ die Academy jedoch nur Graham King als Nominierten zu, sodass Brad Grey und Pitt nicht ausgezeichnet wurden.
Die folgende Auflistung zeigt die bekanntesten Nominierungen und Auszeichnungen, welche Pitt in seiner Karriere bislang erreichen konnte.
Oscar
- 1996: Nominierung in der Kategorie bester Nebendarsteller für 12 Monkeys
- 2009: Nominierung in der Kategorie bester Hauptdarsteller für Der seltsame Fall des Benjamin Button
- 2012: Nominierung in der Kategorie bester Hauptdarsteller für Die Kunst zu gewinnen – Moneyball
- 2012: Nominierung in der Kategorie bester Film für Die Kunst zu gewinnen – Moneyball (gemeinsam mit Michael De Luca und Rachael Horovitz)
- 2014: Auszeichnung in der Kategorie bester Film für 12 Years a Slave (gemeinsam mit Dede Gardner, Jeremy Kleiner, Steve McQueen, Anthony Katagas)
- 2016: Nominierung in der Kategorie bester Film für The Big Short (gemeinsam mit Dede Gardner und Jeremy Kleiner)
- 2020: Auszeichnung in der Kategorie bester Nebendarsteller für Once Upon a Time in Hollywood

Golden Globe Award

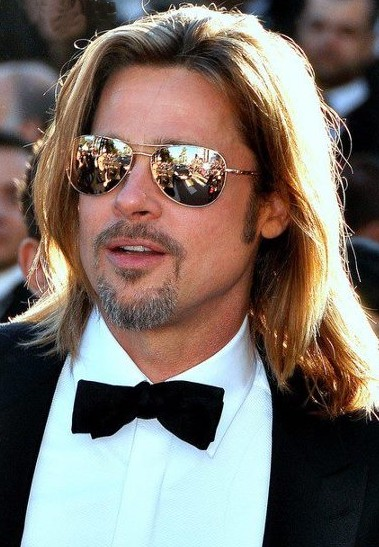
Brad Pitt (2012)

- 1995: Nominierung in der Kategorie bester Hauptdarsteller – Drama für Legenden der Leidenschaft
- 1996: Auszeichnung in der Kategorie bester Nebendarsteller für 12 Monkeys
- 2007: Nominierung in der Kategorie bester Nebendarsteller für Babel
- 2009: Nominierung in der Kategorie bester Hauptdarsteller – Drama für Der seltsame Fall des Benjamin Button
- 2012: Nominierung in der Kategorie bester Hauptdarsteller – Drama für Moneyball – Die Kunst zu gewinnen
- 2020: Auszeichnung in der Kategorie bester Nebendarsteller für Once Upon a Time in Hollywood
- 2023: Nominierung in der Kategorie bester Nebendarsteller für Babylon – Rausch der Ekstase

British Academy Film Award
- 2007: Nominierung in der Kategorie bester Film für Departed – Unter Feinden gemeinsam mit Brad Grey und Graham King
- 2009: Nominierung in der Kategorie bester Hauptdarsteller für Der seltsame Fall des Benjamin Button
- 2009: Nominierung in der Kategorie bester Nebendarsteller für Burn After Reading – Wer verbrennt sich hier die Finger?
- 2020: Auszeichnung in der Kategorie bester Nebendarsteller für Once Upon a Time in Hollywood

Emmy
- 2002: Nominierung in der Kategorie bester Gastdarsteller in einer Comedy-Fernsehserie für Friends
- 2014: Auszeichnung in der Kategorie bester Fernsehfilm für The Normal Heart
- 2015: Nominierung in der Kategorie bester Fernsehfilm für Nightingale

Goldene Himbeere
- 1995: Auszeichnung in der Kategorie schlechtestes Leinwandpaar für Interview mit einem Vampir gemeinsam mit Tom Cruise
- 2023: Nominierung in der Kategorie schlechtester Film für Blond

Internationale Filmfestspiele von Venedig
- 2007: Auszeichnung mit dem Coppa Volpi als Darsteller für Die Ermordung des Jesse James durch den Feigling Robert Ford

Saturn Award
- 1995: Nominierung in der Kategorie bester Hauptdarsteller für Interview mit einem Vampire
- 1996: Auszeichnung in der Kategorie bester Nebendarsteller für 12 Monkeys
- 2009: Nominierung in der Kategorie bester Hauptdarsteller für Der seltsame Fall des Benjamin Button
- 2014: Nominierung in der Kategorie bester Hauptdarsteller für World War Z

## Synchronsprecher
Pitt wird seit 1995 durchgehend von Tobias Meister synchronisiert. Eine Ausnahme war der Film Troja, in welcher er von Martin Keßler gesprochen wurde, da der Regisseur Wolfgang Petersen mit Meisters Stimme nicht zufrieden war. Keßler sprach Pitt bereits 1994 im Film Legenden der Leidenschaft.
In frühen Filmen wurde er unter anderem von Bernd Vollbrecht, Benno Fürmann, Timmo Niesner, Axel Malzacher, Bernd Schramm, David Nathan, Michael Deffert, Christian Stark, Tobias Lelle und Frank Schröder gesprochen.

## Dokumentarfilme
- Biographer DE: Das Leben von Brad Pitt: Was jetzt passiert | Vollständige Biografie Teil 1 auf YouTube, 16. Juli 2022 (Laufzeit: 26:30).